# سويدي هالبروك
سويدي هالبروك (بالإنجليزية: Swede Halbrook)‏ مواليد 30 يناير 1933 - الوفاة 05 أبريل 1988، كان لاعب كرة سلة أمريكي. بدأ مسيرته الاحترافية في سنة 1956. تم اختياره من قبل فريق فيلادلفيا سفنتي سيكسرز خلال الدرافت. حمل الرقم 11. بلغ طوله 7 قدم 3 بوصة (2.2 م). اعتزل اللعب في 1962.

## روابط خارجية
- سويدي هالبروك على موقع إن بي أي (الإنجليزية)
- سويدي هالبروك على موقع سبورتس رفرنس (الإنجليزية)
- سويدي هالبروك على موقع كلية كرة السلة في سبورتس رفرنس.كوم (الإنجليزية)
- سويدي هالبروك على موقع ريلجم (الإنجليزية)
- سويدي هالبروك على موقع بروبوليرز (الإنجليزية)